# فهرست مساجد باکو

## مساجد باکو
| مسجد جن              | قرن ۱۴             | این مسحجد حزوی از مجموعه کاخی شروان‌شاهان بوده‌است که، در سمت پایینی دروازه‌های شرقی قرار گرفته‌است. برآورد می‌شود که، در قرن ۱۴ بنا و نامش از سوره جن قرآن مشتق شده‌است. |  | ۶۷   |
| مسجد حیدر (باکو)     | ۲۶ دسامبر سال ۲۰۱۴ | مسجد حیدر مسجدی واقع در حومهٔ بینه‌قدی باکو، پایتخت جمهوری آذربایجان می‌باشد. |  | ۶۷   |
| تکیه                 | قرن ۱۳             | این تکیه (عبادتگاه صوفیان) در قرن ۱۳ ساخته شده که، بعدان به مسجد تبدیل شده‌است. |  | ۷۴   |
| مسجد حاجی بانی       | قرن ۱۶             | این مسجد در قرابت مجمتع کاخی شروان‌شاهان واقع می‌باشد . بر اساس کتیبه ای بر روی نما، این مسجد توسط «حاجی بانی» در قرن ۱۶ بنا شده‌است |  | ۷۷   |
| مسجد ملا احمد        | قرن ۱۴             | از انواع «مساجد محله ای» شهر قدیمی می‌باشد . |  | ۸۵   |
| مسجد چین             | سال ۱۳۷۵           | مسجدی واقع در شهر قدیمی می‌باشد که، اثر دارای اهمیت ملی است. |  |      |
| مسجد گیلیلی          | سال ۱۳۰۹           | بخش قدیمی ترکیبی گنبد صلیبی شکل تشکیل می‌دهد. |  | ۸۲   |
| مسجد خیدیر           | قرن ۱۴             | مسجد در سال ۱۳۰۱ روی کوچه، به روز دقیق تر روی پله کان ساخته شده‌است. این امر نیز به نوبه خود بر سبک معماری و طراحی مسجد اثری گذاشته است. |  | ۸۴   |
| مسجد حضرت علی        | قرن ۱۷             | این مسجد واقع بر روی یک مسیر تجاری مربوط به قرون وسطی در اوایل قرن ۱۷ بنا گردیده است. |  | ۸۶   |
| مسجد شیخ ابراهیم     | ۱۴۱۵/ ۱۴۱۶         | بر روی راهی تجاری قرار گرفته‌است که، برای رفتن به درب سالیان مسیر خود را دگرگونی داده است. |  | ۸۷   |
| مسجد مدرسه           | قرن ۱۵             | این اثر که در اواخر قرون وسطی اساساً به عنوان مدرسه- مسجد قعالیت کرده‌است، یکی از حجره‌های باقی مانده تا به حال مسجد جامع در شهر قدیمی می‌باشد . |  | ۸۸   |
| مسجد جامع باکو       | ۱۸۹۹               | در کتیبه حک شده روی دیوار مسجد، دربارهٔ ساخت این بنا آمده‌است:«امیر شرف الدین محمود» در ماه رجب سال ۷۰۹ هجری قمری دستوری جهت بازسازی این ساختمان داده‌است. |  | ۸۹   |
| مسجد خانلار          | اواخر قرن ۱۹       | بر اساس سفارش برادران «خانلارف» اواخر قرن ۱۹ بنا گردیده است. در حال حاضر خانه مسکونی ست. |  | ۹۰   |
| مسجد عاشور           | ۱۱۶۹               | مسجد عاشور توسط استاد «نجف عاشور بن ابراهیم» در سال ۱۱۶۹ ساخته شده‌است. مسجد در بخش شهر قدیمی باکو، در خیابان «آساف زینالّی» قرار دارد. |  | ۹۱   |
| مسجد توبا شاهی       | ۱۴۸۱               | مسجدی است واقع در بخش مردکان باکو |  | ۹۵   |
| مسجد اژدربیگ         | ۱۹۱۲               | در سال ۱۹۱۲ بنا شده‌است. به عنوان مسجد «اتحاد» نیز شناخته می‌شود. معمارش «زیور بیگ احمدبیگف» است. |  | ۱۲۰  |
| مسجد حاج شهلا        | ۱۳۸۵               | روزگاری بر روی دیوار مسجد کتیبه ای وجود داشته‌است که بر آن نوشته شده بود: «این عمارت مال حاج شهلا بن مصطفی کشکین» است. |  | ۱۲۷  |
| مسجد حاج باحیش       | ۱۶۶۳               | مسجد حاج باحیش به ریاست معمار «مراد علی» ۱۶۶۳ بنا شده‌است. ساختمان این مسجد شبیه مجموعه کاخی شروان‌شاهان می‌باشد . |  | ۱۳۴  |
| مسجد پیرسعید         | ۱۳۶۳-۱۳۶۴          | مسجد پیرسعید در عهد حکومت شروان‌شاهان ساخته شده‌است. |  | ۱۳۶  |
| مسجد نظام الدین      | ۱۳۲۹-۱۳۳۰          | این مسجد که توسط «فخر الدین امیر نظام الدین امیر حاج» ساخته شده، دارای مساحتی ۱۰۰ متر مربع و ظرفیتی عبادت همزمان ۳۰ نفر می‌باشد . |  | ۱۶۸  |
| مسجد مرتضی مختارف    | ۱۹۰۱-۱۹۰۸          | معمار مسجد «زیور بیگ احمدبیگف» است. |  | ۱۶۹  |
| مسجد تازه‌پیر         | ۱۹۰۵-۱۹۱۴          | معمار «زیور بیگ احمدبیگف» و سفارش دهنده ساخت آن «نبات عاشوربیگ اوا» است. |  | ۱۷۳  |
| مسجد حاج سلطان علی   | ۱۹۰۴-۱۹۱۰          | این مسجد بر اساس سفارش «حاج سلطان علی» ساخته شده‌است. |  | ۱۷۴  |
| مسجد بابا کوهی باکوی | قرون ۸-۹           | در سال‌های ۱۹۹۰ الی ۱۹۹۳ کاوش‌های باستانشناسی از سوی باستان‌شناس «ف.ابراهیمف» جهت پژوهش‌های دقیق تری بر روی مجموعه مذهبی واقع در اطراف «قلعه دختر» صورت گرفت که در نتیجه آن در سمت شمالی قلعه مسجدی متعلق به قرن ۹ کشف شد.                                                            |  | 548  |
| مسجد بیگلر           | ۱۸۹۵               | این مسجد در شهر قدیمی در نزدیکی کاخ شروان‌شاهان واقع است. |  | ۲۳۷۳ |
| مسجد حاج هیبت        | ۱۷۹۱               | این مسجد توسط معمار حاج هیبت در سال ۱۲۰۶ (قمری) ساخته شده‌است. در یکی از زوایای تالار عبادت قبر معمار و همسرش واقع است. |  |      |
| مسجد میرزا احمد      | ۱۳۴۵               | از سوی مسجد «حاج میرزا احمد» در سال ۱۳۴۵ بنا گردیده است. حدس زده می‌شود که این ساختمان روی معبدی بنا گشته است. در حال حاضر این اثر باستانی فعالیت ندارد و قابل بازدید نمی‌باشد. |  | ۲۱۸۲ |
| مسجد حاج غایب        | ۱۸۹۸               | مسجدی است که در شهر قدیمی باکو قرار دارد و اثری دارای اهمیت محلی می‌باشد . |  | ۲۳۵۳ |
| مسجد بی‌بی هیبت       | ۱۹۹۰               | شکل مرمت شده مسجد همنام ساخته شده از سوی حکمران ۲۸ دولت شروان‌شاهان «ابو فتح الفرخزاد بن اخسیتان بن فریبورز» (Əbü-l-Fəth Fərruxzad ibn Axsitan ibn Fəribürz) می‌باشد . وی این مسجد را در نیمه دوم قرن ۱۳، هنگامی که تحت سلطه دولت ایلخانان آذربایجان به سر می بردند، ساخته شده بود. |  |      |
| مسجد حیدر            | ۲۰۱۳-۲۰۱۵          | مسجد در ۲۶ دسامبر سال ۲۰۱۴ گشایش یافته‌است |  |      |